# A Boogie wit da Hoodie

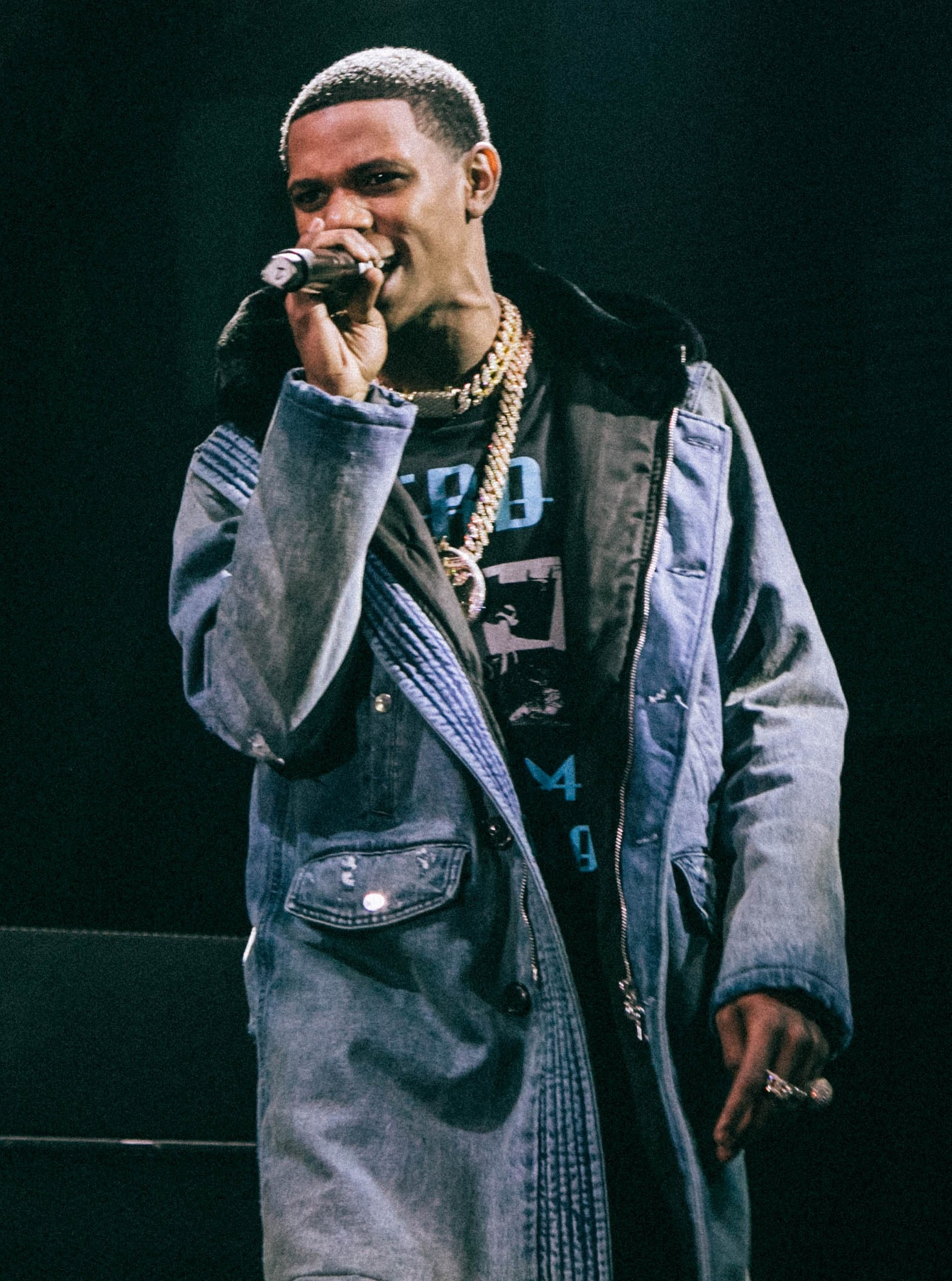
A Boogie wit da Hoodie (2017)

A Boogie wit da Hoodie (* 6. Dezember 1995 in Bronx, New York; bürgerlich Artist Julius Dubose) ist ein US-amerikanischer Rapper.

## Biografie
Artist Dubose wuchs im Stadtteil Highbridge der New Yorker Bronx auf und begann als Teenager mit dem Rappen. Einige Zeit lebte er auch in Florida, wo er erste Aufnahmen machte. 2015 kehrte er nach New York zurück und gründete mit Quincy Acheampong das Label Highbridge the Label. Anfang 2016 veröffentlichte er sein erstes Mixtape Artist, das auf Anhieb in die US-Charts kam. Mit den darauf enthaltenen Songs My Shit und Jungle holte er zwei Platin-Auszeichnungen. Es folgte direkt ein weiteres Mixtape zusammen mit dem Rapper Don Q. Er unterschrieb bei Atlantic Records und veröffentlichte im Herbst des Jahres seine erste EP mit dem Titel TBA, das in die Top 10 der Rapcharts einstieg, und die dritte Platin-Single Timeless.
Im Magazin XXL wurde er in die Newcomer-Liste Freshman Class 2017 aufgenommen. Sein erstes Album The Bigger Artist stellte er bis zum Herbst 2017 fertig, unter anderem mit prominenten Gastmusikern wie 21 Savage, Chris Brown und Trey Songz. Die Vorabveröffentlichung Drowning mit Kodak Black brachte es bis in die Top 40 der Singlecharts und erreichte 3-fach-Platin. Das Album kam auf Platz 1 der Rap- und der R&B-Charts und stieg auf Platz 4 der offiziellen Verkaufscharts ein. Das Album Hoodie SZN schaffte es aufgrund der hohen Streaming-Abrufe – 83 Millionen – auf Platz 1 der US-Hitparade, obwohl das Album als physikalischer Musikträger nur etwa 823 mal verkauft wurde. Im Juni 2019 erschien auf dem YouTube-Kanal des deutschen Rappers Veysel ein Remix der Single Swervin, auf dem er zusammen mit Dubose vertreten ist. Die ursprüngliche Single mit einem Gastpart des US-amerikanischen Rappers 6ix9ine ist mit einer Gold-Auszeichnung und drei Platin-Auszeichnungen einer der erfolgreichsten Titel von A Boogie wit da Hoodie.
Am 14. Februar 2020 erschien Duboses drittes Studioalbum Artist 2.0. Es enthält Gastparts von Künstlern wie Lil Uzi Vert, Roddy Ricch, DaBaby, Khalid und mehr.

## Diskografie
Studioalben

| Jahr | Titel Musiklabel                         | Höchstplatzierung, Gesamtwochen, AuszeichnungChartplatzierungen (Jahr, Titel, Musiklabel, Platzierungen, Wochen, Auszeichnungen, Anmerkungen) | Höchstplatzierung, Gesamtwochen, AuszeichnungChartplatzierungen (Jahr, Titel, Musiklabel, Platzierungen, Wochen, Auszeichnungen, Anmerkungen) | Höchstplatzierung, Gesamtwochen, AuszeichnungChartplatzierungen (Jahr, Titel, Musiklabel, Platzierungen, Wochen, Auszeichnungen, Anmerkungen) | Höchstplatzierung, Gesamtwochen, AuszeichnungChartplatzierungen (Jahr, Titel, Musiklabel, Platzierungen, Wochen, Auszeichnungen, Anmerkungen) | Höchstplatzierung, Gesamtwochen, AuszeichnungChartplatzierungen (Jahr, Titel, Musiklabel, Platzierungen, Wochen, Auszeichnungen, Anmerkungen) | Anmerkungen                                                    |
| Jahr | Titel Musiklabel                         | DE | AT | CH | UK | US | Anmerkungen                                                    |
| ---- | ---------------------------------------- | --- | --- | --- | --- | --- | -------------------------------------------------------------- |
| 2017 | The Bigger Artist Atlantic Records (WMG) | — | — | — | — | US4 ×2Doppelplatin · (44 Wo.)US | Erstveröffentlichung: 29. September 2017 Verkäufe: + 2.087.500 |
| 2018 | Hoodie SZN Atlantic Records (WMG)        | — | — | — | UK23 Gold · (22 Wo.)UK | US1 ×2Doppelplatin · (126 Wo.)US | Erstveröffentlichung: 21. Dezember 2018 Verkäufe: + 2.375.000  |
| 2020 | Artist 2.0 Atlantic Records (WMG)        | DE100 (1 Wo.)DE | — | CH35 (1 Wo.)CH | UK11 Gold · (7 Wo.)UK | US2 Platin · (54 Wo.)US | Erstveröffentlichung: 14. Februar 2020 Verkäufe: + 1.187.500   |
| 2022 | Me vs. Myself Atlantic Records (WMG)     | — | — | — | UK22 (3 Wo.)UK | US6 (9 Wo.)US | Erstveröffentlichung: 9. Dezember 2022 Verkäufe: + 40.000      |
| 2024 | Better Off Alone Atlantic Records (WMG)  | — | — | — | UK72 (1 Wo.)UK | US18 (3 Wo.)US | Erstveröffentlichung: 17. Mai 2024                             |